# Space Oddity (album)
Space Oddity je album anglického rockového hudebníka Davida Bowieho, vydaného v roce 1969. Původně bylo vydáno pod názvem David Bowie (ve Velké Británii) a Man of Words/Man of Music (ve Spojených státech), v roce 1972 však bylo znovu vydáno pod současným názvem Space Oddity s jiným obalem, aby tak nedocházelo k záměně s Bowieho debutovým albem David Bowie z roku 1967.

## Seznam skladeb
Autorem hudby a textů je David Bowie.
1. „Space Oddity“ – 5:14
2. „Unwashed and Somewhat Slightly Dazed“ – 6:10
3. „Don't Sit Down“ – 0:39
4. „Letter to Hermione“ – 2:30
5. „Cygnet Committee“ – 9:30
6. „Janine“ – 3:19
7. „An Occasional Dream“ – 2:56
8. „Wild Eyed Boy From Freecloud“ – 4:47
9. „God Knows I'm Good“ – 3:16
10. „Memory of a Free Festival“ – 7:07

## Reedice
Album bylo vydáno ve dvou reedicích na CD, poprvé v roce 1990 americkým vydavatelstvím Rykodisc a obsahovalo tři další bonusové skladby. Podruhé album vydala společnost EMI v roce 1999. Tato edice byla digitální remastrovaná a neobsahovala žádné bonusové skladby.

### Reedice Rykodisc (1990)
1. „Conversation Piece“ – 3:05
2. „Memory of a Free Festival Part 1“ (1970 Single Version A-side) – 3:59
3. „Memory of a Free Festival Part 2“ (1970 single Version B-side) – 3:31

## Hudební personál
- Producent:
  - Tony Visconti
  - Gus Dudgeon (pouze singlová píseň „Space Oddity“)

- Hudebníci:
  - David Bowie: vokály, 12-strunová akustická kytara, stylofon, kalimba a elektrické varhany
  - Keith Christmas: kytara
  - Mick Wayne: kytara
  - Tim Henwick: kytara, flétna a zobcová flétna
  - Tony Visconti: baskytara, flétna a zobcová flétna
  - Herbie Flowers: baskytara
  - John Lodge: baskytara
  - John Cambridge: bicí
  - Tery Cox: bicí
  - Rick Wakeman: Mellotron a Harpischord
  - Paul Buckmaster: violoncello
  - Benny Marshall & Friends: harmonika